# 小行星7626
小行星7626（英語：7626 Iafe）是一颗围绕太阳公转的小行星。1976年8月20日，菲利克斯·阿圭勒天文台在圣胡安省发现了此天体。
这颗小行星的绝对星等为1.016175584022284等。